# Leichtathletik-Europacup 2007
| 28. Leichtathletik-Europacup                          | 28. Leichtathletik-Europacup | 28. Leichtathletik-Europacup | 28. Leichtathletik-Europacup | 28. Leichtathletik-Europacup | 28. Leichtathletik-Europacup |
| ----------------------------------------------------- | ---------------------------- | ---------------------------- | ---------------------------- | ---------------------------- | ---------------------------- |
|                                                       |                              |                              |                              |                              |                              |
| Resultate Superliga (Endstand nach 40 Entscheidungen) |                              |                              |                              |                              |                              |
| München Olympiastadion – 23./24. Juni 2007            |                              |                              |                              |                              |                              |
| Frauen                                                | Frauen                       | Frauen                       | Männer                       | Männer                       | Männer                       |
| Platz                                                 | Land                         | Punkte                       | Platz                        | Land                         | Punkte                       |
| 1                                                     | Frankreich                   | 110,0                        | 1                            | Deutschland                  | 116,0                        |
| 2                                                     | Russland                     | 105,0                        | 2                            | Frankreich                   | 112,0                        |
| 3                                                     | Deutschland                  | 097,5                        | 3                            | Polen                        | 110,0                        |
| 4                                                     | Polen                        | 092,0                        | 4                            | Großbritannien               | 102,0                        |
| 5                                                     | Ukraine                      | 084,0                        | 5                            | Russland                     | 093,0                        |
| 6                                                     | Belarus                      | 083,0                        | 6                            | Griechenland                 | 070,0                        |
| 7                                                     | Griechenland                 | 078,0                        | 7                            | Ukraine                      | 059,5                        |
| 8                                                     | Spanien                      | 067,5                        | 8                            | Belgien                      | 054,5                        |
| ← Málaga 2006                                         | ← Málaga 2006                | ← Málaga 2006                | Annecy 2008 →                | Annecy 2008 →                | Annecy 2008 →                |
|  abgestiegen in die 1. Liga des nächsten Europacups   |                              |                              |                              |                              |                              |

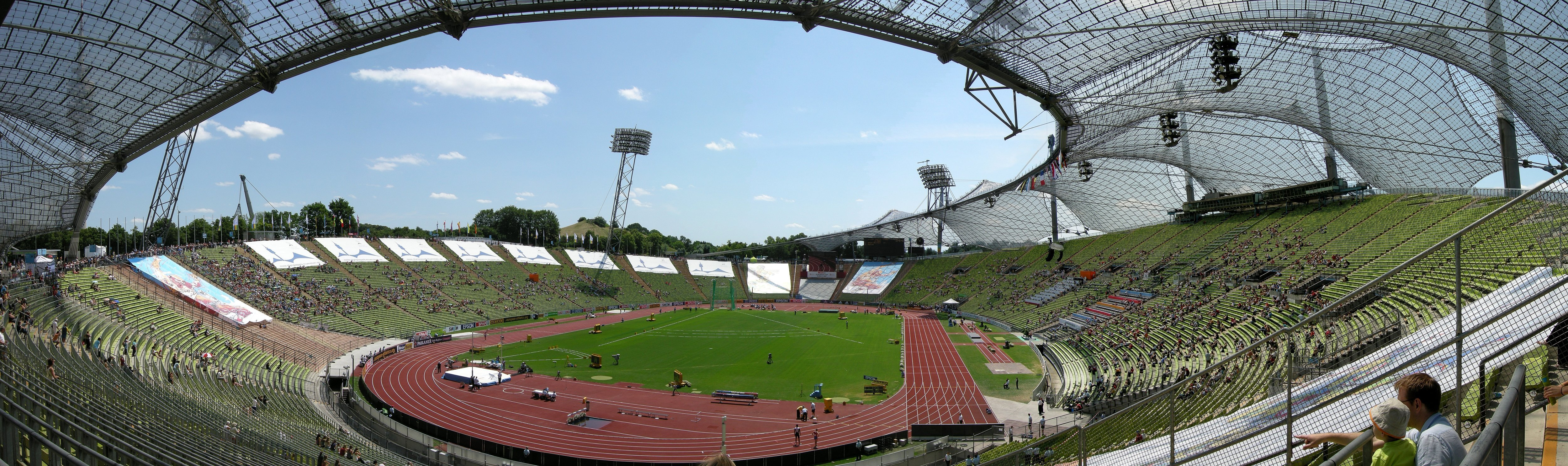
Das Olympiastadion von München während des Europacups 2007

Das 28. Leichtathletik-Europacup-Superliga-Finale fand am 23. und 24. Juni 2007 wie schon der 17. Europacup 1997 im Olympiastadion von München (Deutschland) statt und umfasste vierzig Disziplinen (20 Männer, 20 Frauen).

## Modus
Auch die diesjährige Austragung fand nach den im Europacup 1983 erstmals gültigen Regeln statt. Das höchste Niveau des Cups wurde als Superliga bezeichnet. Die einen Rang unter der Superliga platzierten Nationen trugen ihre Wettbewerbe in der 1. Liga aus, die in zwei Gruppen unterteilt war. Die 2. Liga war wie schon in den Vorjahren ebenfalls in zwei Gruppen aufgeteilt.
Die Wettbewerbe der Superliga wurden am Samstag, 23. und Sonntag, 24. Juni ausgetragen. In den beiden anderen Ligen fanden die Wettkämpfe am selben Wochenende statt. Das seit 1983 praktizierte System mit Auf- und Absteigern entschied auch weiterhin über die Ligeneinteilungen des nächsten Cups – hier für den letzten in dieser Form ausgetragenen Europacup im Jahr 2008.
Ab 1994 war der vorher praktizierte Austragungsturnus von zwei Jahren auf ein Jahr verkürzt worden. Dadurch war der Europacup in keinem Jahr mehr der internationale Jahreshöhepunkt. In den ungeraden Jahren wurden Weltmeisterschaften, in den geraden Jahren Europameisterschaften oder Olympische Spiele ausgetragen. Dies führte im Lauf der kommenden Jahre zu einer Abwertung des Cups.
Auch die zur Straffung der Veranstaltung 1997 eingeführte Praxis in den vertikalen Sprungwettbewerben, im Kugelstoßen sowie den Wurfdisziplinen wurde beibehalten. Dort standen den Athleten nicht wie üblich sechs, sondern nur vier Versuche zur Verfügung.

## Der Leichtathletik-Europacup 2007
Im Wettbewerbskatalog gab es keine Erweiterungen oder Veränderungen.
Seit 1996 sponserte die Handelskette Spar (Eigenschreibweise: SPAR) den Europacup und blieb der Veranstaltung bis zuletzt erhalten. Dies hatte auch zur Umbenennung in SPAR-Europacup geführt.
Bei den Frauen lag zunächst Russland mit 127 Punkten zum elften Mal in Folge vorn. Doch bei diesem Resultat blieb es nicht. Grund waren dopingbedingte nachträgliche Disqualifikationen der ursprünglich siegreichen Hammerwerferin Tatjana Lyssenko sowie der russischen 4-mal-400-Meter-Staffel, in der die nachträglich als Dopingbetrügerin entlarvte Swetlana Pospelowa (s. u.) mitgelaufen war. Der dadurch bedingte Punktabzug brachte die französischen Athletinnen auf Rang eins, während Russland den zweiten Platz belegte. Die beiden letztplatzierten Nationen Griechenland und Spanien mussten als Absteiger den Gang in die 1. Liga antreten.
Auch bei den Männern musste das zunächst entstandene Resultat nachträglich korrigiert werden. Frankreichs Männer hatten punktgleich mit Deutschland den Wettbewerb zunächst gewonnen. Doch auch das französische Männerteam war ebenfalls im Hammerwurf von einer dopingbedingten nachträglichen Disqualifikation für den zunächst fünftplatzierten Nicolas Figère (s. u.) betroffen. Auch hier veränderte der Punktabzug das Ergebnis. Deutschland gewann den Wettbewerb, Frankreich fiel auf Rang zwei zurück. Absteiger des Männerwettbewerbs waren die Ukraine und Belgien.
Herausragend war die Leistung der deutschen Speerwerferin Christina Obergföll, die einen neuen Europarekord aufstellte.

## Doping
In diesem Jahr war der Europacup von drei Dopingfällen betroffen:
- Tatjana Lyssenko (Russland), Hammerwurf – Sie hatte zunächst Rang eins belegt, war aber bereits im Mai 2007 positiv auf das verbotene Mittel Androstendion getestet worden. Nach ihrem Verzicht auf die Öffnung der B-Probe erfolgte eine zweijährige Sperre. Ihre nach der positiven Dopingprobe erzielten Resultate – u. a. auch ein Weltrekord – wurden ihr aberkannt.[2] Die Athletin, die nach Ablauf ihrer Sperre sehr erfolgreich in den Wettkampfsport zurückkehrte, wurde später rückfällig, unter anderem ihr Olympiasieg 2012 wurde ihr aberkannt[3] und im Jahr 2019 wurde sie rückwirkend ab Juli 2016 für acht Jahre gesperrt.[4]
- Nicolas Figère (Frankreich), Hammerwurf – Er hatte zunächst Rang fünf belegt, wurde aber wegen eines positiven Dopingbefunds disqualifiziert. Ihm wurde der Einsatz der verbotenen Substanz Cathin nachgewiesen.[5]
- Swetlana Pospelowa (Russland), 4-mal-400-Meter-Staffel – Sie war schon bei den Olympischen Spielen 2000 positiv auf das verbotene Mittel Stanozolol getestet und deshalb disqualifiziert worden.[6] Auch bei den Europameisterschaften 2006 wurde der russischen 4-mal-400-Meter-Staffel wegen Verstoßes gegen die Antidopingbestimmungen durch Swetlana Pospelowa das Ergebnis aberkannt. Pospelowas Verstoß führte dazu, dass unter anderem auch das Staffelergebnis Russlands beim Europacup hier in München annulliert wurde.[7]

## Deutsche Mannschaft
Das Team des Deutschen Leichtathletik-Verbandes (DLV) setzte sich aus 51 Athleten (25 Frauen und 26 Männer) zusammen.

## Länderwertungen 2.Liga
Die 2. Liga der Männer und Frauen wurde in zwei Gruppen ausgetragen. Die Wettbewerbe der Gruppe 1 fanden am 23. Juni in Odense, Dänemark, statt, die der Gruppe 2 am 23./24. Juni in Zenica, Bosnien und Herzegowina. Aus den beiden Gruppen qualifizierten sich die jeweils ersten beiden Teams für die Teilnahme an den beiden Gruppen der 1. Liga des nächsten Europacups.
| Länderwertungen 2. Liga Gruppe 1 in Odense am 23. Juni | Länderwertungen 2. Liga Gruppe 1 in Odense am 23. Juni | Länderwertungen 2. Liga Gruppe 1 in Odense am 23. Juni | Länderwertungen 2. Liga Gruppe 1 in Odense am 23. Juni | Länderwertungen 2. Liga Gruppe 1 in Odense am 23. Juni | Länderwertungen 2. Liga Gruppe 1 in Odense am 23. Juni |
|                                                        | Frauen                                                 | Frauen                                                 |                                                        | Männer                                                 | Männer                                                 |
| Platz                                                  | Land                                                   | Punkte                                                 |                                                        | Land                                                   | Punkte                                                 |
| ------------------------------------------------------ | ------------------------------------------------------ | ------------------------------------------------------ | ------------------------------------------------------ | ------------------------------------------------------ | ------------------------------------------------------ |
| 1                                                      | Belgien                                                | 124,0                                                  |                                                        | Österreich                                             | 120,5                                                  |
| 2                                                      | Litauen                                                | 117,0                                                  |                                                        | Norwegen                                               | 118,0                                                  |
| 3                                                      | Lettland                                               | 109,0                                                  |                                                        | Lettland                                               | 111,0                                                  |
| 4                                                      | Österreich                                             | 102,0                                                  |                                                        | Estland                                                | 109,5                                                  |
| 5                                                      | Estland                                                | 101,0                                                  |                                                        | Dänemark                                               | 104,0                                                  |
| 6                                                      | Dänemark                                               | 083,5                                                  |                                                        | Litauen                                                | 072,0                                                  |
| 7                                                      | Island                                                 | 061,5                                                  |                                                        | Island                                                 | 050,0                                                  |
| 8                                                      | Andorra                                                | 020,0                                                  |                                                        | Andorra                                                | 030,0                                                  |

 qualifiziert für die 1. Liga des nächsten Europacups
| Länderwertungen 2. Liga Gruppe 2 in Zenica am 23./24. Juni | Länderwertungen 2. Liga Gruppe 2 in Zenica am 23./24. Juni | Länderwertungen 2. Liga Gruppe 2 in Zenica am 23./24. Juni | Länderwertungen 2. Liga Gruppe 2 in Zenica am 23./24. Juni | Länderwertungen 2. Liga Gruppe 2 in Zenica am 23./24. Juni | Länderwertungen 2. Liga Gruppe 2 in Zenica am 23./24. Juni |
|                                                            | Frauen                                                     | Frauen                                                     |                                                            | Männer                                                     | Männer                                                     |
| Platz                                                      | Land                                                       | Punkte                                                     |                                                            | Land                                                       | Punkte                                                     |
| ---------------------------------------------------------- | ---------------------------------------------------------- | ---------------------------------------------------------- | ---------------------------------------------------------- | ---------------------------------------------------------- | ---------------------------------------------------------- |
| 01                                                         | Türkei                                                     | 254,0                                                      |                                                            | Türkei                                                     | 232,0                                                      |
| 02                                                         | Kroatien                                                   | 246,0                                                      |                                                            | Kroatien                                                   | 226,0                                                      |
| 03                                                         | Schweiz                                                    | 243,0                                                      |                                                            | Zypern                                                     | 209,0                                                      |
| 04                                                         | Moldau                                                     | 217,0                                                      |                                                            | Israel                                                     | 208,0                                                      |
| 05                                                         | Israel                                                     | 180,0                                                      |                                                            | Moldau                                                     | 196,5                                                      |
| 06                                                         | Bosnien und Herzegowina                                    | 155,5                                                      |                                                            | Bosnien und Herzegowina                                    | 158,5                                                      |
| 07                                                         | Luxemburg                                                  | 149,0                                                      |                                                            | Luxemburg                                                  | 151,0                                                      |
| 08                                                         | Montenegro                                                 | 118,0                                                      |                                                            | Aserbaidschan                                              | 142,5                                                      |
| 09                                                         | Aserbaidschan                                              | 110,5                                                      |                                                            | Georgien                                                   | 124,5                                                      |
| 10                                                         | Armenien                                                   | 098,0                                                      |                                                            | Montenegro                                                 | 115,0                                                      |
| 11                                                         | Georgien                                                   | 090,5                                                      |                                                            | Armenien                                                   | 106,0                                                      |
| 12                                                         | Albanien                                                   | 078,0                                                      |                                                            | AASSE                                                      | 072,0                                                      |
| 13                                                         | AASSE                                                      | 055,0                                                      |                                                            | Albanien                                                   | 066,0                                                      |
| 14                                                         | Nordmazedonien                                             | 046,5                                                      |                                                            | Nordmazedonien                                             | 057,0                                                      |

 qualifiziert für die 1. Liga des nächsten Europacups

## Länderwertungen 1.Liga

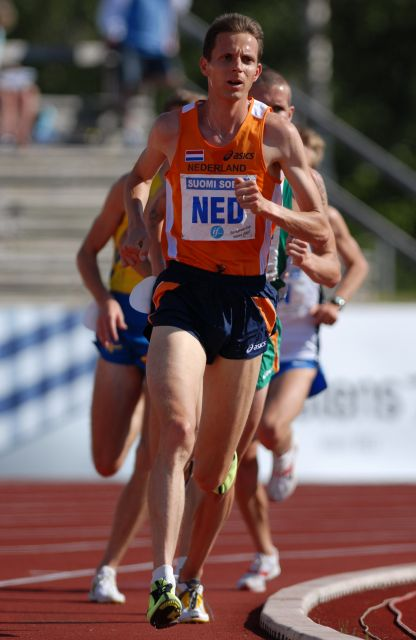
Kamiel Maase während seines Rennens im Europacup 2007

Die Wettbewerbe in der 1. Liga wurden für Männer und Frauen gemeinsam am 23. und 24. Juni ausgetragen. Die Teams der Gruppe 1 trafen sich in Vaasa (Finnland), die Gruppe 2 fand in der italienischen Stadt Mailand statt. Die beiden jeweiligen Gruppenersten qualifizierten sich für die Superliga des kommenden Europacups. In die 2. Liga absteigen mussten die Mannschaften auf den jeweils letzten beiden Plätzen.
| Länderwertungen 1. Liga Gruppe 1 – in Vaasa am 23./24. Juni | Länderwertungen 1. Liga Gruppe 1 – in Vaasa am 23./24. Juni | Länderwertungen 1. Liga Gruppe 1 – in Vaasa am 23./24. Juni | Länderwertungen 1. Liga Gruppe 1 – in Vaasa am 23./24. Juni | Länderwertungen 1. Liga Gruppe 1 – in Vaasa am 23./24. Juni | Länderwertungen 1. Liga Gruppe 1 – in Vaasa am 23./24. Juni |
|                                                             | Frauen                                                      | Frauen                                                      |                                                             | Männer                                                      | Männer                                                      |
| Platz                                                       | Land                                                        | Punkte                                                      |                                                             | Land                                                        | Punkte                                                      |
| ----------------------------------------------------------- | ----------------------------------------------------------- | ----------------------------------------------------------- | ----------------------------------------------------------- | ----------------------------------------------------------- | ----------------------------------------------------------- |
| 1                                                           | Großbritannien                                              | 131                                                         |                                                             | Spanien                                                     | 111,0                                                       |
| 2                                                           | Schweden                                                    | 110                                                         |                                                             | Schweden                                                    | 107,0                                                       |
| 3                                                           | Tschechien                                                  | 102                                                         |                                                             | Niederlande                                                 | 101,5                                                       |
| 4                                                           | Finnland                                                    | 098                                                         |                                                             | Tschechien                                                  | 093,5                                                       |
| 5                                                           | Niederlande                                                 | 078                                                         |                                                             | Finnland                                                    | 088,5                                                       |
| 6                                                           | Irland                                                      | 076                                                         |                                                             | Schweiz                                                     | 081,0                                                       |
| 7                                                           | Norwegen                                                    | 073                                                         |                                                             | Irland                                                      | 076,0                                                       |
| 8                                                           | Slowakei                                                    | 050                                                         |                                                             | Slowakei                                                    | 059,5                                                       |

 qualifiziert für die Superliga des nächsten Europacups

 abgestiegen in die 2. Liga des nächsten Europacups
| Länderwertungen 1. Liga Gruppe 2 – in Mailand am 23./24. Juni | Länderwertungen 1. Liga Gruppe 2 – in Mailand am 23./24. Juni | Länderwertungen 1. Liga Gruppe 2 – in Mailand am 23./24. Juni | Länderwertungen 1. Liga Gruppe 2 – in Mailand am 23./24. Juni | Länderwertungen 1. Liga Gruppe 2 – in Mailand am 23./24. Juni | Länderwertungen 1. Liga Gruppe 2 – in Mailand am 23./24. Juni |
|                                                               | Frauen                                                        | Frauen                                                        |                                                               | Männer                                                        | Männer                                                        |
| Platz                                                         | Land                                                          | Punkte                                                        |                                                               | Land                                                          | Punkte                                                        |
| ------------------------------------------------------------- | ------------------------------------------------------------- | ------------------------------------------------------------- | ------------------------------------------------------------- | ------------------------------------------------------------- | ------------------------------------------------------------- |
| 1                                                             | Italien                                                       | 140,0                                                         |                                                               | Italien                                                       | 135                                                           |
| 2                                                             | Rumänien                                                      | 123,0                                                         |                                                               | Slowenien                                                     | 105                                                           |
| 3                                                             | Portugal                                                      | 097,5                                                         |                                                               | Portugal                                                      | 102                                                           |
| 4                                                             | Bulgarien                                                     | 085,0                                                         |                                                               | Rumänien                                                      | 098                                                           |
| 5                                                             | Ungarn                                                        | 084,0                                                         |                                                               | Ungarn                                                        | 089                                                           |
| 6                                                             | Serbien                                                       | 063,5                                                         |                                                               | Belarus                                                       | 085                                                           |
| 7                                                             | Zypern                                                        | 060,5                                                         |                                                               | Bulgarien                                                     | 057                                                           |
| 8                                                             | Slowenien                                                     | 059,5                                                         |                                                               | Serbien                                                       | 046                                                           |

 qualifiziert für die Superliga des nächsten Europacups

 abgestiegen in die 2. Liga des nächsten Europacups

## Länderwertungen Superliga
Die Teams auf den jeweils letzten beiden Plätzen stiegen in die 1. Liga des nachfolgenden Europacups ab.
| Länderwertungen Superliga – in München am 23./24. Juni | Länderwertungen Superliga – in München am 23./24. Juni | Länderwertungen Superliga – in München am 23./24. Juni | Länderwertungen Superliga – in München am 23./24. Juni | Länderwertungen Superliga – in München am 23./24. Juni | Länderwertungen Superliga – in München am 23./24. Juni |
|                                                        | Frauen                                                 | Frauen                                                 |                                                        | Männer                                                 | Männer                                                 |
| Platz                                                  | Land                                                   | Punkte                                                 |                                                        | Land                                                   | Punkte                                                 |
| ------------------------------------------------------ | ------------------------------------------------------ | ------------------------------------------------------ | ------------------------------------------------------ | ------------------------------------------------------ | ------------------------------------------------------ |
| 1                                                      | Frankreich                                             | 110,0                                                  |                                                        | Deutschland                                            | 116,0                                                  |
| 2                                                      | Russland                                               | 105,0                                                  |                                                        | Frankreich                                             | 112,0                                                  |
| 3                                                      | Deutschland                                            | 097,5                                                  |                                                        | Polen                                                  | 110,0                                                  |
| 4                                                      | Polen                                                  | 092,0                                                  |                                                        | Großbritannien                                         | 102,0                                                  |
| 5                                                      | Ukraine                                                | 084,0                                                  |                                                        | Russland                                               | 093,0                                                  |
| 6                                                      | Belarus                                                | 083,0                                                  |                                                        | Griechenland                                           | 070,0                                                  |
| 7                                                      | Griechenland                                           | 078,0                                                  |                                                        | Ukraine                                                | 059,5                                                  |
| 8                                                      | Spanien                                                | 067,5                                                  |                                                        | Belgien                                                | 054,5                                                  |

 abgestiegen in die 1. Liga des nächsten Europacups

## Legende
Kurze Übersicht zur Bedeutung der Symbolik – so üblicherweise auch in sonstigen Veröffentlichungen verwendet:
| ER  | Europarekord                                                 |
| DNF | nicht im Ziel (did not finish)                               |
| DSQ | disqualifiziert                                              |
| DOP | wegen Dopingvergehens disqualifiziert                        |
| NMH | keine Höhe (No Mark)                                         |
| ogV | ohne gültigen Versuch                                        |
| x   | ungültig                                                     |
| o   | Höhe übersprungen                                            |
| –   | ausgelassen                                                  |
| w   | Rückenwindunterstützung über dem erlaubten Limit von 2,0 m/s |

## Superliga: Resultate der Einzeldisziplinen

### Männer

#### 100 m
| Platz | Athlet                | Land | Zeit (s) |
| ----- | --------------------- | ---- | -------- |
| 1     | Craig Pickering       | GBR  | 10,15    |
| 2     | Martial Mbandjock     | FRA  | 10,29    |
| 3     | Christian Blum        | GER  | 10,37    |
| 4     | Dmytro Hluschtschenko | UKR  | 10,41    |
| 5     | Dariusz Kuć           | POL  | 10,44    |
| 6     | Efthímios Steryioúlis | GRC  | 10,46    |
| 7     | Andrei Jepischin      | RUS  | 10,51    |
| 8     | Anthony Ferro         | BEL  | 10,60    |

Datum: 23. Juni
Wind: +0,2 m/s

#### 200 m
| Platz | Athlet             | Land | Zeit (s) |
| ----- | ------------------ | ---- | -------- |
| 1     | Marlon Devonish    | GBR  | 20,33    |
| 2     | David Alerte       | FRA  | 20,34    |
| 3     | Anastasios Gousis  | GRC  | 20,43    |
| 4     | Marcin Jędrusiński | POL  | 20,53    |
| 5     | Kristof Beyens     | BEL  | 20,53    |
| 6     | Alexander Kosenkow | GER  | 20,63    |
| 7     | Roman Smirnow      | RUS  | 20,75    |
| 8     | Ihor Bodrow        | UKR  | 20,91    |

Datum: 24. Juni
Wind: 1,0 m/s

#### 400 m
| Platz | Athlet              | Land | Zeit (s) |
| ----- | ------------------- | ---- | -------- |
| 1     | Leslie Djhone       | FRA  | 45,54    |
| 2     | Timothy Benjamin    | GBR  | 45,67    |
| 3     | Bastian Swillims    | GER  | 45,95    |
| 4     | Maxim Dyldin        | RUS  | 46,04    |
| 5     | Daniel Dąbrowski    | POL  | 46,25    |
| 6     | Kévin Borlée        | BEL  | 46,46    |
| 7     | Dimítrios Grávalos  | GRC  | 46,83    |
| 8     | Oleksiy Rachkovskiy | UKR  | 47,05    |

Datum: 23. Juni

#### 800 m
| Platz | Athlet                 | Land | Zeit (min) |
| ----- | ---------------------- | ---- | ---------- |
| 1     | Paweł Czapiewski       | POL  | 1:49,00    |
| 2     | Michael Rimmer         | GBR  | 1:49,06    |
| 3     | Robin Schembera        | GER  | 1:49,06    |
| 4     | Dimitri Bogdanow       | RUS  | 1:49,09    |
| 5     | Thomas Matthys         | BEL  | 1:49,51    |
| 6     | Oleksandr Osmolovich   | UKR  | 1:49,52    |
| 7     | Abdesslam Merabet      | FRA  | 1:49,56    |
| 8     | Efthímios Papadópoulos | GRC  | 1:52,41    |

Datum: 24. Juni

#### 1500 m
| Platz | Athlet                 | Land | Zeit (min) |
| ----- | ---------------------- | ---- | ---------- |
| 1     | Mehdi Baala            | FRA  | 3:47,36    |
| 2     | Andrew Baddeley        | GBR  | 3:48,08    |
| 3     | Franek Haschke         | GER  | 3:48,54    |
| 4     | Mirowslaw Formela      | POL  | 3:49,48    |
| 5     | Vasyl Tsikalo          | UKR  | 3:49,86    |
| 6     | Sergei Iwanow          | RUS  | 3:49,91    |
| 7     | Joeri Jansen           | BEL  | 3:50,41    |
| 8     | Konstadinos Nakopoulos | GRC  | 3:54,28    |

Datum: 23. Juni

#### 3000 m
| Platz | Athlet              | Land | Zeit (min) |
| ----- | ------------------- | ---- | ---------- |
| 1     | Bouabdellah Tahri   | FRA  | 7:51,32    |
| 2     | Sergei Iwanow       | RUS  | 8:02,47    |
| 3     | Bartosz Nowicki     | POL  | 8:02,47    |
| 4     | Nick McCormick      | GBR  | 8:02,55    |
| 5     | Willem Van Hoof     | BEL  | 8:08,41    |
| 6     | Antonios Papantonis | GRC  | 8:13,73    |
| 7     | Mykola Labovskyy    | UKR  | 8:32,62    |
| 8     | Carsten Schlangen   | GER  | 8:33,27    |

Datum: 24. Juni

#### 5000 m
| Platz | Athlet               | Land | Zeit (min) |
| ----- | -------------------- | ---- | ---------- |
| 1     | Monder Rizki         | BEL  | 14:15,46   |
| 2     | Arne Gabius          | GER  | 14:16,09   |
| 3     | Alexander Orlow      | RUS  | 14:16,57   |
| 4     | Pierre Joncheray     | FRA  | 14:17,61   |
| 5     | Oleksandr Sitkowskij | UKR  | 14:22,36   |
| 6     | Łukasz Parszczyński  | POL  | 14:27,11   |
| 7     | Frank Tickner        | GBR  | 14:29,22   |
| 8     | Anastasios Fraggos   | GRC  | 14:31,25   |

Datum: 23. Juni

#### 110 m Hürden
| Platz | Athlet                  | Land | Zeit (s) |
| ----- | ----------------------- | ---- | -------- |
| 1     | Ladji Doucouré          | FRA  | 13,35    |
| 2     | Andrew Turner           | GBR  | 13,48    |
| 3     | Thomas Blaschek         | GER  | 13,51    |
| 4     | Igor Peremota           | RUS  | 13,61    |
| 5     | Konstandinos Douvalidis | GRC  | 13,63    |
| 6     | Adrien Deghelt          | BEL  | 13,67    |
| 7     | Mariusz Kubaszewski     | POL  | 13,74    |
| 8     | Olexandr Vakhnyakov     | UKR  | 14,21    |

Datum: 24. Juni
Wind: +0,4 m/s

#### 400 m Hürden
| Platz | Athlet               | Land | Zeit (s) |
| ----- | -------------------- | ---- | -------- |
| 1     | Periklis Iakovakis   | GRC  | 48,35    |
| 2     | Marek Plawgo         | POL  | 48,90    |
| 3     | Naman Keïta          | FRA  | 48,90    |
| 4     | Alexander Derewjagin | RUS  | 49,12    |
| 5     | Thomas Goller        | GER  | 50,48    |
| 6     | Ben Carne            | GBR  | 50,74    |
| 7     | Michaël Bultheel     | BEL  | 50,87    |
| DNF   | Stanislaw Melnykow   | UKR  |          |

Datum: 23. Juni

#### 3000 m Hindernis
| Platz | Athlet                      | Land | Zeit (min) |
| ----- | --------------------------- | ---- | ---------- |
| 1     | Filmon Ghirmai              | GER  | 8:38,78    |
| 2     | Mahiedine Mekhissi-Benabbad | FRA  | 8:39,34    |
| 3     | Andrew Lemoncello           | GBR  | 8:39,94    |
| 4     | Andrei Farnosow             | RUS  | 8:40,53    |
| 5     | Pieter Desmet               | BEL  | 8:42,51    |
| 6     | Michał Kaczmarek            | POL  | 8:44,86    |
| 7     | Wadim Slobodenjuk           | UKR  | 8:47,98    |
| 8     | Panayiótis Kokorós          | GRC  | 9:11,66    |

Datum: 24. Juni

#### 4 × 100 m Staffel
| Platz | Besetzung      | Land                                                                      | Zeit (s) |
| ----- | -------------- | ------------------------------------------------------------------------- | -------- |
| 1     | Großbritannien | Tyrone Edgar Craig Pickering Marlon Devonish Mark Lewis-Francis           | 38,30    |
| 2     | Frankreich     | Aimé-Issa Nthépé David Alerte Eddy De Lépine Martial Mbandjock            | 38,40    |
| 3     | Deutschland    | Christian Blum Till Helmke Alexander Kosenkow Julian Reus                 | 38,56    |
| 4     | Polen          | Przemysław Rogowski Łukasz Chyła Marcin Jędrusiński Dariusz Kuć           | 38,62    |
| 5     | Griechenland   | Efthímios Steryoúlis Hrístos Vássou Anastasios Gousis Aristotelis Gavelas | 39,13    |
| 6     | Russland       | Maxim Mokrusow Iwan Teplych Roman Smirnow Andrei Jepischin                | 39,37    |
| 7     | Ukraine        | Kostjantyn Wassjukow Dmytro Hluschtschenko Anatolij Dowhal Roman Bublyk   | 39,68    |
| 8     | Belgien        | Jean-Marie Louis Adrien Deghelt Anthony Ferro Erik Wijmeersch             | 39,69    |

Datum: 23. Juni

#### 4 × 400 m Staffel
| Platz | Besetzung      | Land                                                                    | Zeit (min) |
| ----- | -------------- | ----------------------------------------------------------------------- | ---------- |
| 1     | Polen          | Kacper Kozłowski Marcin Marciniszyn Piotr Rysiukiewicz Daniel Dąbrowski | 3:01,70    |
| 2     | Deutschland    | Ingo Schultz Kamghe Gaba Matthias Bos Bastian Swillims                  | 3:01,77    |
| 3     | Großbritannien | Andrew Steele Richard Strachan Martyn Rooney Daniel Caines              | 3:01,92    |
| 4     | Griechenland   | Dimítrios Régas Yeórios Doúpis Dimítrios Grávalos Periklis Iakovakis    | 3:02,21    |
| 5     | Russland       | Denis Alexejew Artjom Sergejenkow Maxim Dyldin Wladislaw Frolow         | 3:02,60    |
| 6     | Frankreich     | Numidia Kadri Brice Panel Mathieu Lahaye Teddy Venel                    | 3:03,65    |
| 7     | Belgien        | Kévin Borlée Kristof Beyens Mathieu Schoeps Nils Duerinck               | 3:05,14    |
| 8     | Ukraine        | Myhaylo Knysh Andrij Twerdostup Witali Holowatschow Oleksiy Rachkovskiy | 3:07,40    |

Datum: 24. Juni

#### Hochsprung
| Platz | Athletin                | Land | Höhe (m) | Versuchsserie (m) | Versuchsserie (m) | Versuchsserie (m) | Versuchsserie (m) | Versuchsserie (m) | Versuchsserie (m) | Versuchsserie (m) | Versuchsserie (m) |
| Platz | Athletin                | Land | Höhe (m) | 2,05              | 2,10              | 2,15              | 2,20              | 2,24              | 2,27              | 2,30              | 2,32              |
| 1     | Eike Onnen              | GER  | 2,30     | –                 | o                 | –                 | o                 | xo                | xo                | xo                | xxx               |
| 2     | Andrei Tereschin        | RUS  | 2,30     | –                 | o                 | o                 | o                 | xo                | xxo               | xo                | xxx               |
| 3     | Aleksander Waleriańczyk | POL  | 2,24     | –                 | xxo               | xo                | o                 | o                 | xxx               |                   |                   |
| 4     | Mickaël Hanany          | FRA  | 2,24     | –                 | o                 | xo                | xo                | xo                | xxx               |                   |                   |
| 5     | Konstandinos Baniotis   | GRC  | 2,20     | o                 | o                 | o                 | o                 | xxx               |                   |                   |                   |
| 6     | Oleksandr Nartow        | UKR  | 2,20     | –                 | xo                | o                 | o                 | xxx               |                   |                   |                   |
| 6     | Stijn Stroobants        | BEL  | 2,20     | o                 | o                 | xo                | o                 | xxx               |                   |                   |                   |
| 8     | Germaine Mason          | GBR  | 2,15     | –                 | o                 | xxo               | –                 | xxx               |                   |                   |                   |

Datum: 23. Juni

#### Stabhochsprung
| Platz | Athletin           | Land | Höhe (m) | Versuchsserie (m) | Versuchsserie (m) | Versuchsserie (m) | Versuchsserie (m) | Versuchsserie (m) | Versuchsserie (m) | Versuchsserie (m) | Versuchsserie (m) | Versuchsserie (m) |
| Platz | Athletin           | Land | Höhe (m) | 5,10              | 5,25              | 5,40              | 5,50              | 5,60              | 5,65              | 5,70              | 5,75              | 5,85              |
| 1     | Tim Lobinger       | GER  | 5,70     | –                 | –                 | o                 | –                 | o                 | –                 | xo                | –                 | xxx               |
| 2     | Romain Mesnil      | FRA  | 5,65     | –                 | o                 | –                 | xo                | –                 | xxo               | xx–               | x                 |                   |
| 3     | Denys Jurtschenko  | UKR  | 5,60     | –                 | –                 | o                 | xx–               | o                 | –                 | xx–               | x                 |                   |
| 4     | Adam Kolasa        | POL  | 5,50     | –                 | o                 | o                 | o                 | xxx               |                   |                   |                   |                   |
| 5     | Kevin Rans         | BEL  | 5,50     | –                 | xxo               | o                 | o                 | xxx               |                   |                   |                   |                   |
| 6     | Steven Lewis       | GBR  | 5,40     | –                 | xxo               | xo                | xxx               |                   |                   |                   |                   |                   |
| 7     | Marios Evaggelov   | GRC  | 5,25     | o                 | xxo               | xxx               |                   |                   |                   |                   |                   |                   |
| NMH   | Jewgeni Lukjanenko | RUS  | ogV      |                   |                   |                   |                   |                   |                   |                   |                   |                   |

Datum: 24. Juni

#### Weitsprung
| Platz | Athlet                 | Land | Weite (m) | Versuchsserie (m) | Versuchsserie (m) | Versuchsserie (m) | Versuchsserie (m) |
| Platz | Athlet                 | Land | Weite (m) | 1. Versuch        | 2. Versuch        | 3. Versuch        | 4. Versuch        |
| 1     | Louis Tsatoumas        | GRC  | 8,1600    | 8,03              | x                 | 8,16              | x                 |
| 2     | Marcin Starzak         | POL  | 7,8200    | 7,82              | x                 | 7,71              | x                 |
| 3     | Nils Winter            | GER  | 7,7000    | 7,54              | 7,70              | 7,62              | x                 |
| 4     | Dmytro Bilotserkivskyy | UKR  | 7,6700    | 7,65              | 6,89              | x                 | 7,67              |
| 5     | Salim Sdiri            | FRA  | 7,66 w    | 7,66              | x                 | x                 | x                 |
| 6     | Ruslan Gataullin       | RUS  | 7,4600    | x                 | 7,22              | 7,44              | 7,46              |
| 7     | Chris Kirk             | GBR  | 7,42 w    | 7,14              | 6,93              | 7,06              | 7,42              |
| 8     | Michaël Velter         | BEL  | 7,3400    | 7,34              | 7,21              | x                 | x                 |

Datum: 23. Juni

#### Dreisprung
| Platz | Athlet              | Land | Weite (m) | Versuchsserie (m) | Versuchsserie (m) | Versuchsserie (m) | Versuchsserie (m) |
| Platz | Athlet              | Land | Weite (m) | 1. Versuch        | 2. Versuch        | 3. Versuch        | 4. Versuch        |
| 1     | Alexander Petrenko  | RUS  | 17,29     | 16,83             | 17,29             | 16,63             | x                 |
| 2     | Phillips Idowu      | GBR  | 17,21     | 16,83             | x                 | 16,96             | 17,21             |
| 3     | Mykola Sawolajnen   | UKR  | 17,09     | 17,09             | x                 | x                 | 16,74             |
| 4     | Dimitris Tsiamis    | GRC  | 16,99     | 16,99             | 16,95             | x                 | x                 |
| 5     | Jacek Kazimierowski | POL  | 16,85     | 16,58             | x                 | x                 | 16,85             |
| 6     | Colomba Fofana      | FRA  | 16,81     | x                 | x                 | 16,81             | 16,77             |
| 7     | Andreas Pohle       | GER  | 16,36     | 16,35             | x                 | 15,79             | 16,36             |
| 8     | Michaël Velter      | BEL  | 15,79     | x                 | x                 | x                 | 15,79             |

Datum: 24. Juni

#### Kugelstoßen
| Platz | Athlet                 | Land | Weite (m) | Versuchsserie (m) | Versuchsserie (m) | Versuchsserie (m) | Versuchsserie (m) |
| Platz | Athlet                 | Land | Weite (m) | 1. Versuch        | 2. Versuch        | 3. Versuch        | 4. Versuch        |
| 1     | Peter Sack             | GER  | 20,28     | 19,92             | 20,28             | 20,00             | 19,99             |
| 2     | Carl Myerscough        | GBR  | 19,96     | x                 | 19,66             | x                 | 19,96             |
| 3     | Tomasz Majewski        | POL  | 19,93     | 19,58             | 19,93             | x                 | 19,80             |
| 4     | Yves Niaré             | FRA  | 19,71     | 18,80             | 19,71             | x                 | x                 |
| 5     | Pawel Sofjin           | RUS  | 19,70     | 19,70             | 19,45             | 19,55             | 19,13             |
| 6     | Wim Blondeel           | BEL  | 18,30     | 18,07             | 18,03             | 18,30             | 17,83             |
| 7     | Andreas Anastasopoulos | GRC  | 18,27     | 17,85             | x                 | 18,27             | x                 |
| 8     | Wiktor Samoljuk        | UKR  | 18,24     | 18,08             | 17,46             | 18,24             | 17,75             |

Datum: 23. Juni

#### Diskuswurf
| Platz | Athlet                  | Land | Weite (m) | Versuchsserie (m)             | Versuchsserie (m)             | Versuchsserie (m)             | Versuchsserie (m)             |
| Platz | Athlet                  | Land | Weite (m) | 1. Versuch                    | 2. Versuch                    | 3. Versuch                    | 4. Versuch                    |
| 1     | Piotr Małachowski       | POL  | 66,09     | 64,38                         | 66,09                         | 64,43                         | x                             |
| 2     | Robert Harting          | GER  | 63,90     | 63,73                         | 63,19                         | x                             | 63,90                         |
| 3     | Alexander Boritschewski | RUS  | 60,79     | 60,77                         | 60,79                         | x                             | x                             |
| 4     | Bertrand Vili           | FRA  | 59,25     | 59,25                         | 58,82                         | x                             | 58,86                         |
| 5     | Oleksiy Semenov         | UKR  | 59,17     | x                             | 57,08                         | 58,84                         | 59,17                         |
| 6     | Spiridon Arabatzos      | GRC  | 58,28     | 53,81                         | 56,35                         | x                             | 58,28                         |
| 7     | Emeka Udechuku          | GBR  | 57,59     | 56,24                         | 57,59                         | 56,32                         | x                             |
| 8     | Jo Van Daele            | BEL  | 45,50     | Versuchsserie nicht angegeben | Versuchsserie nicht angegeben | Versuchsserie nicht angegeben | Versuchsserie nicht angegeben |

Datum: 24. Juni

#### Hammerwurf
| Platz | Athlet                   | Land | Weite (m) | Versuchsserie (m) | Versuchsserie (m) | Versuchsserie (m) | Versuchsserie (m) |
| Platz | Athlet                   | Land | Weite (m) | 1. Versuch        | 2. Versuch        | 3. Versuch        | 4. Versuch        |
| 1     | Szymon Ziółkowski        | POL  | 77,99     | 77,48             | 77,99             | 76,88             | x                 |
| 2     | Markus Esser             | GER  | 74,68     | x                 | 57,58             | 67,73             | 74,68             |
| 3     | Alexandros Papadimitriou | GRC  | 73,83     | 73,83             | 73,14             | x                 | 72,50             |
| 4     | Igor Winitschenko        | RUS  | 73,54     | 73,54             | x                 | 71,69             | 72,26             |
| 5     | Oleksiy Sokyrsky         | UKR  | 69,52     | 69,52             | 68,86             | x                 | x                 |
| 6     | Andrew Frost             | GBR  | 68,03     | 59,10             | 65,60             | 68,03             | x                 |
| 7     | Nicolas Pierre           | BEL  | 63,29     | 63,29             | 60,96             | 57,88             | x                 |
| DOP   | Nicolas Figère           | FRA  | 73,15     |                   |                   |                   |                   |

Datum: 23. Juni
Der französische Werfer Nicolas Figère, der zunächst Rang fünf belegt hatte, wurde wegen eines positiven Dopingbefunds disqualifiziert. Ihm wurde der Einsatz der verbotenen Substanz Cathin nachgewiesen.

#### Speerwurf
| Platz | Athlet              | Land | Weite (m) | Versuchsserie (m) | Versuchsserie (m) | Versuchsserie (m) | Versuchsserie (m) |
| Platz | Athlet              | Land | Weite (m) | 1. Versuch        | 2. Versuch        | 3. Versuch        | 4. Versuch        |
| 1     | Alexander Iwanow    | RUS  | 82,57     | 81,27             | 82,57             | 80,23             | 79,54             |
| 2     | Vitolio Tipotio     | FRA  | 79,69     | 76,71             | 79,69             | x                 | x                 |
| 3     | Igor Janik          | POL  | 78,70     | x                 | x                 | 78,70             | 77,41             |
| 4     | Oleksandr Tertychny | UKR  | 78,03     | x                 | 78,03             | 73,40             | 70,41             |
| 5     | Mark Frank          | GER  | 76,10     | 76,10             | x                 | x                 | x                 |
| 6     | Nick Nieland        | GBR  | 75,76     | x                 | 73,54             | x                 | 75,76             |
| 7     | Tom Goyvaerts       | BEL  | 75,39     | 75,39             | 73,61             | 74,02             | 72,00             |
| 8     | Yeóryios Íltsios    | GRC  | 74,81     | 72,02             | 73,57             | 74,81             | 72,95             |

Datum: 24. Juni

### Frauen

#### 100 m
| Platz | Athletin              | Land | Zeit (s) |
| ----- | --------------------- | ---- | -------- |
| 1     | Jewgenija Poljakowa   | RUS  | 11,20    |
| 2     | Verena Sailer         | GER  | 11,35    |
| 3     | Natallja Safronnikawa | BLR  | 11,36    |
| 4     | Carima Louami         | FRA  | 11,39    |
| 5     | Iryna Schtanhjejewa   | UKR  | 11,50    |
| 6     | Maria Karastamati     | GRC  | 11,50    |
| 7     | Daria Onyśko          | POL  | 11,53    |
| 8     | Glory Alozie          | ESP  | 11,62    |

Datum: 23. Juni
Wind: +1,1 m/s

#### 200 m
| Platz | Athletin               | Land | Zeit (s) |
| ----- | ---------------------- | ---- | -------- |
| 1     | Muriel Hurtis-Houairi  | FRA  | 22,83    |
| 2     | Natalia Rusakowa       | RUS  | 22,92    |
| 3     | Iryna Schtanhjejewa    | UKR  | 23,12    |
| 4     | Fani Chalkia           | GRC  | 23,30    |
| 5     | Alena Neumjarschyzkaja | BLR  | 23,32    |
| 6     | Monika Bejnar          | POL  | 23,42    |
| 7     | Cathleen Tschirch      | GER  | 23,60    |
| 8     | Eva Martín             | ESP  | 24,46    |

Datum: 24. Juni
Wind: −2,0 m/s

#### 400 m
| Platz | Athletin               | Land | Zeit (s) |
| ----- | ---------------------- | ---- | -------- |
| 1     | Fani Chalkia           | GRC  | 51,85    |
| 2     | Schanna Kaschtschejewa | RUS  | 51,87    |
| 3     | Juljana Juschtschanka  | BLR  | 52,09    |
| 4     | Claudia Hoffmann       | GER  | 52,31    |
| 5     | Zuzanna Radecka        | POL  | 52,59    |
| 6     | Solène Désert          | FRA  | 52,60    |
| 7     | Oksana Schtscherbak    | UKR  | 52,63    |
| 8     | Belén Recio            | ESP  | 54,16    |

Datum: 23. Juni

#### 800 m
| Platz | Athletin              | Land | Zeit (min) |
| ----- | --------------------- | ---- | ---------- |
| 1     | Swjatlana Ussowitsch  | BLR  | 2:00,71    |
| 2     | Julija Krewsun        | UKR  | 2:01,12    |
| 3     | Oxana Sbroschek       | RUS  | 2:01,14    |
| 4     | Mayte Martínez        | ESP  | 2:01,22    |
| 5     | Élodie Guégan         | FRA  | 2:01,31    |
| 6     | Monika Gradzki        | GER  | 2:02,30    |
| 7     | Ewelina Sętowska-Dryk | POL  | 2:02,34    |
| 8     | Eleni Filandra        | GRC  | 2:05,02    |

Datum: 24. Juni

#### 1500 m
| Platz | Athletin                | Land | Zeit (min) |
| ----- | ----------------------- | ---- | ---------- |
| 1     | Sylwia Ejdys            | POL  | 4:17,05    |
| 2     | Julija Fomenko          | RUS  | 4:17,12    |
| 3     | Maria Martins           | FRA  | 4:17,23    |
| 4     | Iris María Fuentes-Pila | ESP  | 4:17,75    |
| 5     | Kerstin Werner          | GER  | 4:17,86    |
| 6     | Natalija Tobias         | UKR  | 4:18,56    |
| 7     | Nastassja Starawojtawa  | BLR  | 4:21,24    |
| 8     | Iríni Kokkinaríou       | GRC  | 4:26,57    |

Datum: 24. Juni

#### 3000 m
| Platz | Athletin               | Land | Zeit (min) |
| ----- | ---------------------- | ---- | ---------- |
| 1     | Gulnara Galkina        | RUS  | 8:47,92    |
| 2     | Lidia Chojecka         | POL  | 8:54,72    |
| 3     | Dolores Checa          | ESP  | 8:58,35    |
| 4     | Julie Coulaud          | FRA  | 9:00,03    |
| 5     | Tetjana Holowtschenko  | UKR  | 9:06,29    |
| 6     | Antje Möldner          | GER  | 9:08,58    |
| 7     | Konstadina Efedaki     | GRC  | 9:20,56    |
| 8     | Nastassja Starawojtawa | BLR  | 9:24,09    |

Datum: 23. Juni

#### 5000 m
| Platz | Athletin             | Land | Zeit (min) |
| ----- | -------------------- | ---- | ---------- |
| 1     | Wolha Krauzowa       | BLR  | 15:20,35   |
| 2     | Sabrina Mockenhaupt  | GER  | 15:23,96   |
| 3     | Kalliopi Astropekaki | GRC  | 15:46,22   |
| 4     | Lilija Schobuchowa   | RUS  | 15:51,53   |
| 5     | Rosa María Morató    | ESP  | 15:59,05   |
| 6     | Christine Bardelle   | FRA  | 16:29,71   |
| 7     | Julija Ruban         | UKR  | 17:24,39   |
| 8     | Justyna Bąk          | POL  | 17:36,87   |

Datum: 24. Juni

#### 100 m Hürden
| Platz | Athletin           | Land | Zeit (s) |
| ----- | ------------------ | ---- | -------- |
| 1     | Jewgenija Snihur   | UKR  | 12,92    |
| 2     | Adrianna Lamalle   | FRA  | 12,94    |
| 3     | Alexandra Antonowa | RUS  | 12,97    |
| 4     | Annette Funck      | GER  | 13,14    |
| 5     | Flóra Redoúmi      | GRC  | 13,15    |
| 6     | Yauheniya Volodko  | BLR  | 13,25    |
| 7     | Joanna Kocielnik   | POL  | 13,35    |
| 8     | Claudia Troppa     | ESP  | 13,77    |

Datum: 24. Juni
Wind: +0,9 m/s

#### 400 m Hürden
| Platz | Athletin                | Land | Zeit (s) |
| ----- | ----------------------- | ---- | -------- |
| 1     | Julija Petschonkina     | RUS  | 54,04    |
| 2     | Anna Jesień             | POL  | 54,88    |
| 3     | Ulrike Urbansky         | GER  | 55,74    |
| 4     | Dora Jémaa              | FRA  | 56,27    |
| 5     | Hristína Hantzí-Neag    | GRC  | 56,44    |
| 6     | Laia Forcadell          | ESP  | 57,05    |
| 7     | Krystsina Viadzernikava | BLR  | 58,99    |
| DSQ   | Maryna Oprya            | UKR  |          |

Datum: 23. Juni

#### 3000 m Hindernis
| Platz | Athlet                 | Land | Zeit (min) |
| ----- | ---------------------- | ---- | ---------- |
| 1     | Katarzyna Kowalska     | POL  | 09:45,35   |
| 2     | Sophie Duarte          | FRA  | 09:50,02   |
| 3     | Iríni Kokkinaríou      | GRC  | 09:53,83   |
| 4     | Walentyna Horpynytsch  | UKR  | 09:55,27   |
| 5     | Jelena Sidortschenkowa | RUS  | 10:03,43   |
| 6     | Zulema Fuentes-Pila    | ESP  | 10:10,80   |
| 7     | Iryna Bakhanouskaya    | BLR  | 10:13,65   |
| 8     | Verena Dreier          | GER  | 10:20,20   |

Datum: 23. Juni

#### 4 × 100 m Staffel
| Platz | Land         | Besetzung                                                                     | Zeit (s) |
| ----- | ------------ | ----------------------------------------------------------------------------- | -------- |
| 1     | Russland     | Julija Guschtschina Natalia Rusakowa Irina Chabarowa Jewgenija Poljakowa      | 42,78    |
| 2     | Frankreich   | Carima Louami Muriel Hurtis-Houairi Nelly Banco Christine Arron               | 43,09    |
| 3     | Deutschland  | Katja Wakan Sina Schielke Cathleen Tschirch Verena Sailer                     | 43,33    |
| 4     | Belarus      | Nastassja Schuljak Natallja Safronnikawa Alena Neumjarschyzkaja Aksana Drahun | 43,41    |
| 5     | Ukraine      | Olena Tschebanu Halina Tonkowid Iryna Schtanjejewa Iryna Schepetjuk           | 43,60    |
| 6     | Polen        | Ewelina Klocek Daria Onyśko Dorota Dydo Monika Bejnar                         | 43,84    |
| 7     | Griechenland | Elefthéria Kobídou Georgia Kokloni Haríklia Boudá María Kastamáti             | 44,12    |
| 8     | Spanien      | Julia España Silvia Riba Claudia Troppa Eva Martín                            | 45,48    |

Datum: 23. Juni

#### 4 × 400 m Staffel
| Platz | Land         | Besetzung                                                                        | Zeit (min) |
| ----- | ------------ | -------------------------------------------------------------------------------- | ---------- |
| 1     | Belarus      | Juljana Juschtschanka Iryna Chljustawa Swjatlana Ussowitsch Ilona Ussowitsch     | 3:23,67    |
| 2     | Polen        | Zuzanna Radecka Monika Bejnar Jolanta Wójcik Grażyna Prokopek                    | 3:26,36    |
| 3     | Frankreich   | Phara Anacharsis Angélique Lacordelle Virginie Michanol Solène Désert            | 3:28,62    |
| 4     | Ukraine      | Natalija Pyhyda Oksana Iljuschkina Kseniya Karandyuk Oksana Schtscherbak         | 3:28,67    |
| 5     | Deutschland  | Claudia Hoffmann Korinna Fink Jonna Tilgner Ulrike Urbansky                      | 3:29,52    |
| 6     | Griechenland | Ekateríni Sírou Dimitra Dova Hristína Hantzí-Neag Fani Chalkia                   | 3:30,20    |
| 7     | Spanien      | Belén Recio Laia Forcadell Susana Fernández Eva Martín                           | 3:37,54    |
| DOP   | Russland     | Shanna Kaschtjejewa Natalja Iwanowa Anastasija Owtschinnikowa Swetlana Pospelowa |            |

Datum: 24. Juni
Wegen Verstoßes gegen die Antidopingbestimmungen schon bei den Europameisterschaften 2006 durch Swetlana Pospelowa wurde die russische 4-mal-400-Meter-Staffel, in der Pospelowa mitgelaufen war, disqualifiziert. Aus demselben Grund wurde das Resultat der russischen Staffel beim Europacup hier in München annulliert.

#### Hochsprung
| Platz | Athletin           | Land | Höhe (m) | Versuchsserie (m) | Versuchsserie (m) | Versuchsserie (m) | Versuchsserie (m) | Versuchsserie (m) | Versuchsserie (m) | Versuchsserie (m) | Versuchsserie (m) | Versuchsserie (m) | Versuchsserie (m) | Versuchsserie (m) |
| Platz | Athletin           | Land | Höhe (m) | 1,70              | 1,75              | 1,80              | 1,85              | 1,89              | 1,92              | 1,95              | 1,98              | 2,00              | 2,02              | 2,05              |
| 1     | Jelena Slessarenko | RUS  | 2,02     | –                 | –                 | –                 | xo                | o                 | xo                | o                 | xxo               | o                 | o                 | xxx               |
| 2     | Ruth Beitia        | ESP  | 1,98     | –                 | –                 | o                 | o                 | o                 | o                 | xxo               | o                 | o                 | xxx               |                   |
| 3     | Melanie Skotnik    | FRA  | 1,95     | –                 | –                 | o                 | o                 | o                 | xo                | xxo               | xo                | –                 | xxx               |                   |
| 4     | Adonía Steryíou    | GRC  | 1,92     | –                 | o                 | o                 | o                 | o                 | o                 | xxx               |                   |                   |                   |                   |
| 4     | Ariane Friedrich   | GER  | 1,92     | –                 | –                 | –                 | o                 | o                 | o                 | xxx               |                   |                   |                   |                   |
| 4     | Wita Stjopina      | UKR  | 1,92     | –                 | o                 | o                 | o                 | o                 | o                 | xxx               |                   |                   |                   |                   |
| 7     | Karolina Gronau    | POL  | 1,92     | –                 | o                 | o                 | o                 | o                 | xxo               | xxx               |                   |                   |                   |                   |
| 8     | Wolha Tschuprowa   | BLR  | 1,80     | o                 | o                 | xo                | xxx               |                   |                   |                   |                   |                   |                   |                   |

Datum: 24. Juni

#### Stabhochsprung
| Platz | Athletin              | Land | Höhe (m) | Versuchsserie (m) | Versuchsserie (m) | Versuchsserie (m) | Versuchsserie (m) | Versuchsserie (m) | Versuchsserie (m) | Versuchsserie (m) | Versuchsserie (m) | Versuchsserie (m) |
| Platz | Athletin              | Land | Höhe (m) | 3,60              | 3,90              | 4,05              | 4,20              | 4,30              | 4,38              | 4,45              | 4,65              | 4,70              |
| 1     | Monika Pyrek          | FRA  | 4,65     | –                 | –                 | –                 | –                 | –                 | –                 | o                 | o                 | xxx               |
| 2     | Natalia Kuschtsch     | UKR  | 4,38     | –                 | –                 | o                 | o                 | o                 | o                 | xxx               |                   |                   |
| 3     | Vanessa Boslak        | FRA  | 4,38     | –                 | –                 | o                 | –                 | xxo               | xo                | xxx               |                   |                   |
| 4     | Afrodídi Skafoda      | GRC  | 4,38     | –                 | o                 | o                 | o                 | xxo               | xo                | xxx               |                   |                   |
| 5     | Carolin Hingst        | GER  | 4,30     | –                 | –                 | –                 | o                 | o                 | xxx               |                   |                   |                   |
| 5     | Naroa Agirre          | ESP  | 4,30     | –                 | o                 | o                 | o                 | o                 | xxx               |                   |                   |                   |
| 7     | Julija Golubtschikowa | RUS  | 4,30     | –                 | –                 | –                 | o                 | xo                | xxx               |                   |                   |                   |
| 8     | Julia Taratynawa      | BLR  | 4,20     | o                 | o                 | o                 | xxo               | xxx               |                   |                   |                   |                   |

Datum: 23. Juni

#### Weitsprung
| Platz | Athletin                   | Land | Weite (m) | Versuchsserie (m) | Versuchsserie (m) | Versuchsserie (m) | Versuchsserie (m) |
| Platz | Athletin                   | Land | Weite (m) | 1. Versuch        | 2. Versuch        | 3. Versuch        | 4. Versuch        |
| 1     | Eunice Barber              | FRA  | 6,73      | 6,67              | 6,69              | 6,63              | 6,73              |
| 2     | Tatjana Kotowa             | RUS  | 6,73      | 6,54              | x                 | 6,73              | 6,65              |
| 3     | Concepción Montaner        | ESP  | 6,72      | x                 | 6,62              | 6,35              | 6,72              |
| 4     | Małgorzata Trybańska       | POL  | 6,65      | x                 | 6,61              | 6,65              | 6,65              |
| 5     | Wiktorija Rybalko          | UKR  | 6,58      | x                 | x                 | 6,50              | 6,58              |
| 6     | Chrysopigi Devetzi         | GRC  | 6,56      | 6,36              | 6,56              | x                 | 6,44              |
| 7     | Iryna Charnushenka-Stasiuk | BLR  | 6,54      | 6,46              | x                 | 6,54              | 6,40              |
| 8     | Bianca Kappler             | GER  | 6,53      | 6,14              | 6,46              | 6,53              | 6,30              |

Datum: 24. Juni

#### Dreisprung
| Platz | Athletin             | Land | Weite (m) | Versuchsserie (m) | Versuchsserie (m) | Versuchsserie (m) | Versuchsserie (m) |
| Platz | Athletin             | Land | Weite (m) | 1. Versuch        | 2. Versuch        | 3. Versuch        | 4. Versuch        |
| 1     | Theresa N’zola       | FRA  | 14,69     | x                 | 13,97             | 14,16             | 14,69             |
| 2     | Wiktorija Gurowa     | RUS  | 14,46     | 14,31             | x                 | 14,11             | 14,46             |
| 3     | Olha Saladucha       | UKR  | 14,24     | 14,03             | 14,24             | 14,18             | x                 |
| 4     | Carlota Castrejana   | ESP  | 14,03     | x                 | 14,03             | x                 | 13,83             |
| 5     | Katja Demut          | GER  | 13,93     | 13,64             | 13,93             | 13,67             | 13,72             |
| 6     | Małgorzata Trybańska | POL  | 13,79     | 12,96             | 13,48             | 13,79             | 13,55             |
| 7     | Natalja Safronowa    | BLR  | 13,47     | 12,82             | x                 | 13,20             | 13,47             |
| DSQ   | Chrysopigi Devetzi   | GRC  |           |                   |                   |                   |                   |

Datum: 23. Juni

#### Kugelstoßen
| Platz | Athletin            | Land | Weite (m) | Versuchsserie (m) | Versuchsserie (m) | Versuchsserie (m) | Versuchsserie (m) |
| Platz | Athletin            | Land | Weite (m) | 1. Versuch        | 2. Versuch        | 3. Versuch        | 4. Versuch        |
| 1     | Anna Omarowa        | RUS  | 19,69     | 18,41             | x                 | 19,69             | x                 |
| 2     | Petra Lammert       | GER  | 19,47     | 19,47             | x                 | 18,95             | x                 |
| 3     | Nadseja Astaptschuk | BLR  | 18,52     | 18,33             | 18,52             | x                 | x                 |
| 4     | Krystyna Zabawska   | POL  | 17,59     | x                 | 17,59             | 17,50             | x                 |
| 5     | Laurence Manfrédi   | FRA  | 16,90     | 16,90             | x                 | x                 | x                 |
| 6     | Irache Quintanal    | ESP  | 16,27     | x                 | 15,65             | 16,20             | 16,27             |
| 7     | Irini Terzoglou     | GRC  | 16,24     | 15,61             | 16,24             | 16,24             | x                 |
| 8     | Viktoriya Dehtyar   | UKR  | 15,57     | x                 | x                 | 15,57             | 15,13             |

Datum: 24. Juni

#### Diskuswurf
| Platz | Athletin                | Land | Weite (m) | Versuchsserie (m) | Versuchsserie (m) | Versuchsserie (m) | Versuchsserie (m) |
| Platz | Athletin                | Land | Weite (m) | 1. Versuch        | 2. Versuch        | 3. Versuch        | 4. Versuch        |
| 1     | Franka Dietzsch         | GER  | 63,60     | 58,18             | 63,60             | x                 | 63,04             |
| 2     | Darja Pischtschalnikowa | RUS  | 63,27     | 60,34             | 63,27             | 61,32             | 59,90             |
| 3     | Iryna Jattschanka       | BLR  | 62,54     | 62,54             | x                 | 59,58             | 60,63             |
| 4     | Natalija Semenowa       | UKR  | 62,32     | 57,42             | 62,32             | 60,36             | 58,26             |
| 5     | Joanna Wiśniewska       | POL  | 57,99     | 57,99             | x                 | x                 | 56,73             |
| 6     | Mélina Robert-Michon    | FRA  | 57,94     | 57,94             | x                 | x                 | 57,65             |
| 7     | Dorothea Kalpakidou     | GRC  | 53,46     | 51,03             | 53,46             | x                 | x                 |
| 8     | Irache Quintanal        | ESP  | 53,10     | x                 | 53,10             | 52,10             | x                 |

Datum: 23. Juni

#### Hammerwurf
| Platz | Athletin               | Land | Weite (m) | Versuchsserie (m) | Versuchsserie (m) | Versuchsserie (m) | Versuchsserie (m) |
| Platz | Athletin               | Land | Weite (m) | 1. Versuch        | 2. Versuch        | 3. Versuch        | 4. Versuch        |
| 1     | Betty Heidler          | GER  | 73,55     | 71,76             | x                 | x                 | 73,55             |
| 2     | Oksana Menkowa         | BLR  | 73,03     | 73,03             | x                 | x                 | x                 |
| 3     | Manuela Montebrun      | FRA  | 68,56     | x                 | 62,99             | x                 | 68,56             |
| 4     | Alexándra Papayeoryíou | GRC  | 68,50     | 64,65             | 68,50             | x                 | x                 |
| 5     | Kamila Skolimowska     | POL  | 67,71     | 67,58             | 67,71             | x                 | x                 |
| 6     | Berta Castells         | ESP  | 66,21     | 63,43             | 66,21             | x                 | x                 |
| 7     | Iryna Sekatschowa      | UKR  | 65,25     | 65,25             | x                 | 62,77             | x                 |
| DOP   | Tatjana Lyssenko       | RUS  | 75,86     |                   |                   |                   |                   |

Datum: 24. Juni
Die russische Werferin Tatjana Lyssenko, die zunächst Rang eins belegt hatte, wurde wegen eines positiven Dopingbefunds disqualifiziert. Ihr war bereits vorher der Einsatz des verbotenen Mittels Androstendion nachgewiesen worden.

#### Speerwurf
| Platz | Athletin             | Land | Weite (m) | Versuchsserie (m) | Versuchsserie (m) | Versuchsserie (m) | Versuchsserie (m) |
| Platz | Athletin             | Land | Weite (m) | 1. Versuch        | 2. Versuch        | 3. Versuch        | 4. Versuch        |
| 1     | Christina Obergföll  | GER  | 70,20 ER  | 64,16             | 70,20             | 65,77             | 62,80             |
| 2     | Oksana Gromowa       | RUS  | 60,15000  | 60,15             | 60,01             | x                 | 59,93             |
| 3     | Barbara Madejczyk    | POL  | 59,36000  | 55,28             | 59,36             | x                 | x                 |
| 4     | Mercedes Chilla      | ESP  | 58,86000  | 53,63             | 58,86             | 58,51             | x                 |
| 5     | Tatjana Lyahovich    | UKR  | 55,65000  | 50,30             | 55,65             | x                 | 52,23             |
| 6     | Savva Lika           | GRC  | 55,37000  | 55,19             | 54,58             | 55,37             | x                 |
| 7     | Natallja Schymtschuk | BLR  | 53,18000  | 51,34             | 53,18             | x                 | x                 |
| 8     | Séphora Bissoly      | FRA  | 52,06000  | x                 | 52,06             | 46,64             | 49,89             |

Datum: 23. Juni

## Videolink
- Tamara Ruben 400 hurdles Dutch Athletic team European cup 2007 Vaasa, youtube.com, abgerufen am 23. März 2024